# Перша комісія фон дер Ляєн
Перша комісія фон дер Ляєн — європейська комісія під головуванням Урсули фон дер Ляєн, обраної на посаду 16 липня 2019 р. Сформована після європейських виборів 23—26 травня 2019 року та затверджена на засіданні Європарламенту у Стразбурзі 27 листопада 2019 р. Розпочала діяльність 1 грудня 2019 р. в 10-ту річницю підписання Лісабонської угоди.

## Формування
16 липня 2019 Європарламент обрав президентом Єврокомісії представницю Німеччини Урсулу фон дер Ляєн, яку підтримали 383 європарламентарі за необхідних 374 голосів євродепутатів. 10 вересня 2019 у Брюсселі Урсула фон дер Ляєн оголосила перелік майбутніх єврокомісарів та заявила, що працюватиме з дев'ятьма віцепрезидентами. Європейський парламент мав ухвалювати рішення щодо затвердження нового складу Єврокомісії пакетом, разом із президентом Єврокомісії та високим представником ЄС із питань зовнішньої політики та політики безпеки/віцепрезидентом Єврокомісії, а перед тим всі запропоновані до призначення єврокомісари повинні пройти слухання у профільних комітетах Європарламенту.
1 листопада новообрана Єврокомісія мала змінити комісію Жана-Клода Юнкера. Проте, як повідомив прессекретар Європарламенту Жауме Дук, запланований на 1 листопада початок роботи Європейської комісії під керівництвом Урсули фон дер Ляєн перенесли на місяць. Це рішення ухвалили після відхилення запропонованих новим президентом Єврокомісії фон дер Ляєн кандидатур на посади єврокомісарів від Франції, Угорщини та Румунії. Таким чином діяльність Єврокомісії на чолі з Юнкером було подовжено до 1 грудня 2019.
Угорщина, Румунія та Франція змушені були повторно подати кандидатів до Єврокомісії. 29 жовтня 2019 Урсула фон дер Ляєн офіційно висунула на посаду єврокомісарів кандидата від Франції Тьєррі Бретона та Угорщини Олівера Варгеї. Румунія подала нову кандидатуру дещо пізніше через тодішню зміну уряду у своїй країні, позаяк затвердити кандидатуру мав новий Кабмін.
6 листопада 2019 фон дер Ляєн офіційно подала на затвердження єврокомісаром із питань транспорту румунську кандидатку Адіну-Йоану Велян. Поряд із нею Румунія висувала на цю посаду ще одного кандидата, члена Європарламенту Зігфріда Мурешана, однак для фон дер Ляєн при формуванні її Комісії важливим чинником є гендерний баланс.
12 листопада 2019 кандидатів у єврокомісари від Румунії, Франції та Угорщини затвердив Комітет Європарламенту з правових питань. Це відкрило шлях до трьох окремих слухань по кожному з кандидатів 14 листопада. Того дня відповідні комітети Європарламенту затвердили кандидатів у нову Єврокомісію від Франції та Румунії. Не дістав схвалення лише кандидат від Угорщини, який проходив слухання в комітеті із закордонних справ, проте 18 листопада 2019 цей комітет після розгляду його відповідей на додаткові запитання затвердив угорського кандидата на посаді єврокомісара з питань політики сусідства та розширення.
У складі Єврокомісії, який представила новообрана президент Урсула фон дер Ляєн, немає представника Великої Британії. Однак якщо британському прем'єр-міністру доведеться прохати про відстрочення Brexit, як передбачено законом від 4 вересня, Лондон мусить запропонувати кандидатуру претендента на портфель єврокомісара. Станом на 12 листопада 2019, Сполучене Королівство залишається членом ЄС, але так і не запропонувало свого кандидата у нову комісію. Урсула фон дер Ляєн уже двічі просила Лондон надати кандидатуру. 14 листопада 2019 посол Великої Британії в ЄС Тімоті Барроу офіційним листом повідомив Єврокомісію, що британський уряд не подасть кандидатури єврокомісара до виборів 12 грудня. Після цього Єврокомісія того ж дня розпочала процедуру притягнення до відповідальності Великої Британії за порушення правил ЄС у зв'язку з відмовою Сполученого Королівства висунути свого кандидата на посаду комісара ЄС. Від країни зажадали не пізніше ніж 22 листопада ухвалити рішення щодо початку процедури висунення кандидата.
27 листопада 2019 Європарламент затвердив склад комісії фон дер Ляєн 461 голосом «за», тоді як «проти» проголосували 157, а 89 утрималися.

## Склад
Ця комісія відзначається рекордною кількістю жінок — від початку її роботи вони займали 12 із 27 посад, а з 7 жовтня 2020 їх стало навіть 13.
| Комісар              | Світлина                                                                                | Сфера відповідальності                    | Держава    | Європейська партія | Національна партія |
| -------------------- | --------------------------------------------------------------------------------------- | ----------------------------------------- | ---------- | ------------------ | ------------------ |
| Урсула фон дер Ляєн  |                                                                                         | Президент Європейської комісії            | Німеччина  | ЄНП                | ХДС                |
| Франс Тіммерманс     |                                                                                         | Перший віцепрезидент Європейської комісії | Нідерланди | ПЄС                | ПП                 |
| Маргрете Вестагер    |                                                                                         | Віцепрезидент Європейської комісії        | Данія      | АЛДЄ               | РВ                 |
| Валдіс Домбровскіс   |                                                                                         | Віцепрезидент Європейської комісії        | Латвія     | ЄНП                | Є                  |
| Жозеп Боррель        |                                                                                         | Віцепрезидент Європейської комісії        | Іспанія    | ПЄС                | ІСРП               |
| Жозеп Боррель        | Верховний представник Європейського Союзу з питань закордонних справ і політики безпеки |                                           | Іспанія    | ПЄС                | ІСРП               |
| Марош Шефчович       |                                                                                         | Віцепрезидент Європейської комісії        | Словаччина | ЄНП                | КСД                |
| Марош Шефчович       | Міжвідомчі відносини та прогнозування                                                   |                                           | Словаччина | ЄНП                | КСД                |
| Вера Йоурова         |                                                                                         | Віцепрезидент Європейської комісії        | Чехія      | АЛДЄ               | ANO 2011           |
| Вера Йоурова         | Цінності і прозорість                                                                   |                                           | Чехія      | АЛДЄ               | ANO 2011           |
| Дубравка Шуїця       |                                                                                         | Віцепрезидент Європейської комісії        | Хорватія   | ЄНП                | ХДС                |
| Дубравка Шуїця       | Демократія і демографія                                                                 |                                           | Хорватія   | ЄНП                | ХДС                |
| Маргарітіс Схінас    |                                                                                         | Віцепрезидент Європейської комісії        | Греція     | ЄНП                | НД                 |
| Маргарітіс Схінас    | Пропаганда європейського способу життя                                                  |                                           | Греція     | ЄНП                | НД                 |
| Йоганнес Ган         |                                                                                         | Бюджет і адміністрація                    | Австрія    | ЄНП                | АНП                |
| Марейд МакҐіннесс    |                                                                                         | Фінанси                                   | Ірландія   | ЄНП                | ФГ                 |
| Марія Габрієл        |                                                                                         | Інновації та молодь                       | Болгарія   | ЄНП                | ГЕРБ               |
| Ніколя Шміт          |                                                                                         | Робочі місця і соціальні права            | Люксембург | ПЄС                | СРП                |
| Паоло Джентілоні     |                                                                                         | Економіка                                 | Італія     | ПЄС                | ДП                 |
| Януш Войцеховський   |                                                                                         | Сільське господарство                     | Польща     | АКРЄ               | ПіС                |
| Еліза Феррейра       |                                                                                         | Згуртованість та реформи                  | Португалія | ПЄС                | СП                 |
| Олівер Варгеї        |                                                                                         | Сусідство та розширення                   | Угорщина   | ЄНП                | Фідес              |
| Стелла Киріакідес    |                                                                                         | Здоров'я                                  | Кіпр       | ЄНП                | ДО                 |
| Дідьє Рейндерс       |                                                                                         | Правосуддя                                | Бельгія    | АЛДЄ               | РР                 |
| Адіна-Йоана Валеан   |                                                                                         | Транспорт                                 | Румунія    | ЄНП                | НЛП                |
| Гелена Даллі         |                                                                                         | Соціальна рівність                        | Мальта     | ПЄС                | ЛП                 |
| Тьєррі Бретон        |                                                                                         | Внутрішній ринок                          | Франція    | Позафракційний     | Незалежний         |
| Йлва Йоганссон       |                                                                                         | Внутрішні справи                          | Швеція     | ПЄС                | СДП                |
| Янез Ленарчич        |                                                                                         | Кризовий менеджмент                       | Словенія   | АЛДЄ               | Незалежний         |
| Ютта Урпілайнен      |                                                                                         | Міжнародне партнерство                    | Фінляндія  | ПЄС                | СДП                |
| Кадрі Сімсон         |                                                                                         | Енергетика                                | Естонія    | АЛДЄ               | ЦП                 |
| Віргініюс Сінкевічюс |                                                                                         | Довкілля, океани та рибальство            | Литва      | Позафракційний     | ССЗ                |